# Forjaz Vermuis I de Trastâmara
Forjaz Vermuis I de Trastâmara (1040 -?) foi, segundo Gayo e outros, um cavaleiro galego cujas origens se encontram na Casa de Trastâmara de que foi conde e senhor.

## Relações familiares
Foi filho de Bermudo I Forjaz de Trastâmara (1000 -?) e de Aldonça Rodrigues de Leão (1020 -?), casou com Sancha Ordonhes de quem teve:
1. Rodrigo Forjaz de Trastâmara (1070 -?) casou com Moninha Gonçalves da Maia,  filha de Gonçalo Mendes da Maia e de (?- 1155) e de Urraca Teles (c. 1060 -?).